# Moundou
Moundou je grad u Čadu, sa 141.200 stanovnika drugi po veličini u državi. Nalazi se 120 km sjeverno od tromeđe Čad-Srednjoafrička Republika-Kamerun. Leži na rijeci Logone. Gospodarsko je središte i glavni grad regije Logone Occidental. Djelatnosti uključuju proizvodnju i preradu nafte, pamuka, duhana i piva.
Grad je važno cestovno čvorište, a ima i zračnu luku.

## Gradovi prijatelji
- Poitiers (Francuska)

## Vanjske poveznice

### Ostali projekti
|  | Zajednički poslužitelj ima još gradiva o temi Moundou |